# Acapulco Shore (temporada 1)
La primera temporada de Acapulco Shore, un programa de televisión mexicano con sede en Acapulco, transmitido por MTV Latinoamérica, comenzó a ser emitido el 27 de septiembre de 2014. El programa reúne a ocho jóvenes desconocidos, con valores centrados en la obsesión por el físico, la fiesta y el sexo. El programa fue filmado por primera vez en julio de 2014 en las costas de Acapulco.
En agosto de 2014. días antes de empezar las emisiones oficiales del programa, la identidad de los miembros del reparto para su prometedora primera temporada fue revelado durante la transmisión de la ceremonia de los MTV Video Music Awards 2014.
Está fue la única temporada que presentó a Joyce Islas.

## Reparto
A continuación los miembros de reparto y su descripción:
- Fernando "Koko" Lozada - Soy el mejor divirtiéndome.
- Joyce Islas - Me encanta la fiesta, me gustan mucho los shots.
- Luis "Potro" Caballero - Soy súper seductor.
- Luis "Jawy" Mendez - Me gustan todas menos gordas.
- Karime Pindter - No soy virgen pero tampoco soy zorra.
- Manelyk "Mane" González - Ah jejeje.
- Tadeo Fernandez - De niño era gordo, ya no soy tan gordo.
- Talía Loaiza - Me gusta mucho que me digan flaquita bonita.

### Duración del Reparto
| Nombre   | Episodios | Episodios | Episodios | Episodios | Episodios | Episodios | Episodios | Episodios | Episodios | Episodios | Episodios |
| Nombre   | 1         | 2         | 3         | 4         | 5         | 6         | 7         | 8         | 9         | 10        | 11        |
| Fernando |           |           |           |           |           |           |           |           |           |           |           |
| Jawy     |           |           |           |           |           |           |           |           |           |           |           |
| Joyce    |           |           |           |           |           |           |           |           |           |           |           |
| Karime   |           |           |           |           |           |           |           |           |           |           |           |
| Mane     |           |           |           |           |           |           |           |           |           |           |           |
| Potro    |           |           |           |           |           |           |           |           |           |           |           |
| Tadeo    |           |           |           |           |           |           |           |           |           |           |           |
| Talía    |           |           |           |           |           |           |           |           |           |           |           |
| -------- | --------- | --------- | --------- | --------- | --------- | --------- | --------- | --------- | --------- | --------- | --------- |

## Episodios
| N.º (total) | N.º (temp.) | Título                       | Estreno en Latinoamérica |
| ----------- | ----------- | ---------------------------- | ------------------------ |
| 1           | 1           | «La Gente Correcta»          | 27 de septiembre de 2014 |
| 2           | 2           | «Corazón de Condominio»      | 27 de septiembre de 2014 |
| 3           | 3           | «¿Quieres otro putazo?»      | 4 de octubre de 2014     |
| 4           | 4           | «Agaporni»                   | 11 de octubre de 2014    |
| 5           | 5           | «Socios»                     | 18 de octubre de 2014    |
| 6           | 6           | «Entre Cavas y Señoras»      | 25 de octubre de 2014    |
| 7           | 7           | «No siento la bolsa»         | 1 de noviembre de 2014   |
| 8           | 8           | «La pulga llega de visita»   | 8 de noviembre de 2014   |
| 9           | 9           | «Al cuarto de servicio»      | 15 de noviembre de 2014  |
| 10          | 10          | «¿Puedo soltarte un putazo?» | 22 de noviembre de 2014  |
| 11          | 11          | «Última fiesta y despedida»  | 29 de noviembre de 2014  |
| 12          | 12          | «Reunión»                    | 6 de diciembre de 2014   |